# 安康钱庄

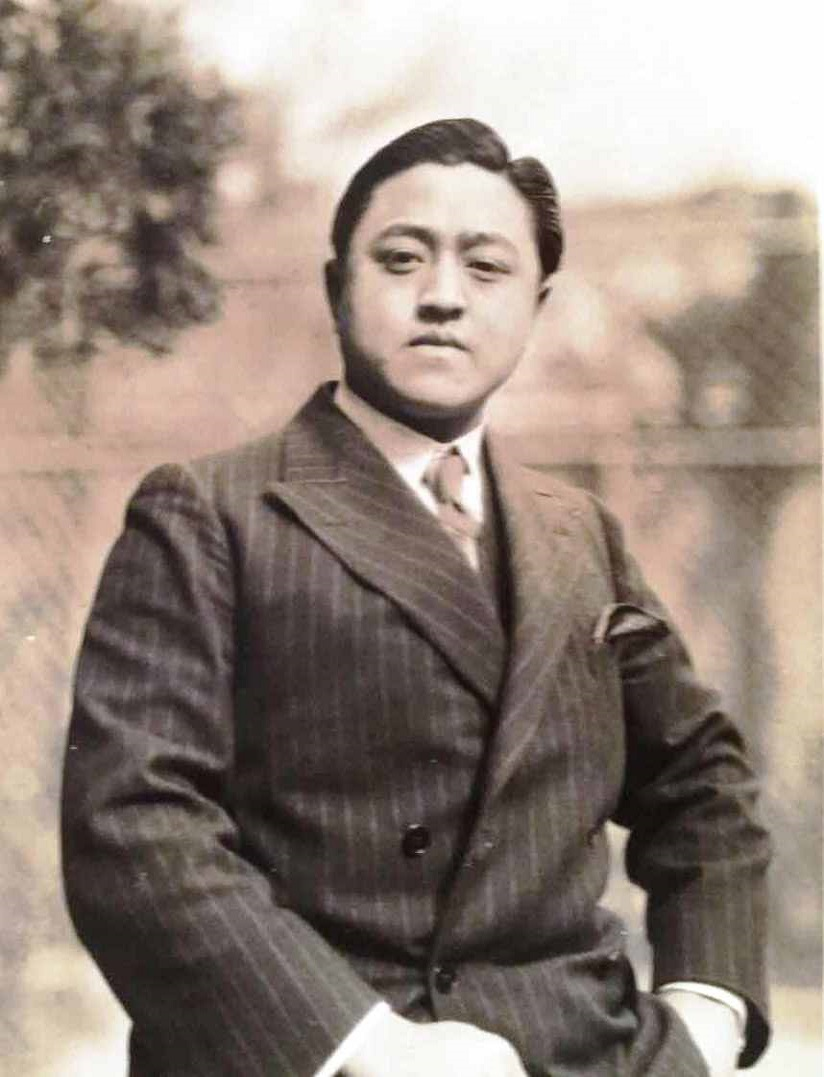
桕墅方家旅沪第五代、安康钱庄董事长方哲民（摄于1910年代）

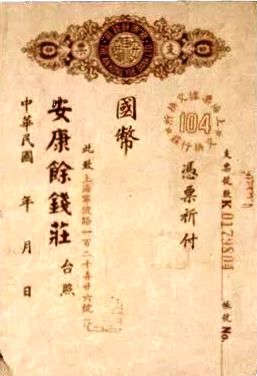
具有120历史的安康钱庄庄票（中国银行博物馆收藏）

安康钱庄是旅沪宁波镇海桕墅方方家的钱庄。方氏被列为上海九大钱庄集团之一，曾拥有过42家钱庄，安康钱庄是其中一家:731。安康钱庄跟随着方氏家族有120年的历史，她经历了道光、咸丰、同治、光绪、宣统、辛亥、北洋、民国，一直到中华人民共和国成立后的1950年被迫歇业。安康钱庄是中国钱庄史上经营时间最长的一家金融机构。

## 安康历史
康熙二十二年（1684），自平定台湾之后，清政府遂开放海禁，先后设立粤、闽、浙、江四海关。上海在全国贸易的地位逐步上升。方氏宁波镇海第十世方建康，开始在家乡做买卖， 二十岁左右（1792年）来沪经商，数年后开设方泰和糖行。方建康发迹后，他的堂弟方介堂，也来上海发展。到了第二代，方氏家族已在上海经营了三十多年，积累了相当大的财富。新方系恭二房鼻祖方润斋于道光十年（1830）在当时上海华人居住的金贸中心的南市，开设了方氏家族第一家钱庄——履和钱庄:75
1843年上海开埠，上海成为全国外贸中心。外资纷纷通入，在上海的北面划定租界、开设洋行和设立码头。这时方润斋在北市（洋人的租界里）又开设了一家钱庄。为了便于区分，把南市第一家钱庄改为南履和钱庄，把北市的称为北履和钱庄。同治九年（1870年）南履和钱庄改组为安康钱庄:730-731。安康庄址在南市大东门外的洞庭山码头内，清光绪二年（1876）后搬至豆市街敦仁里，光绪三十一年（1905）搬至北市宁波路兴仁里。二十世纪初，方润斋的独子方黼臣去世，由他的后代（新方系恭二房大房、孟房、仲房和季房）继续经营。
- 1912年股东方式如（大房）、方选青（孟房）、方叔陶（仲房）、方季扬（季房）各2.5股，督理及经理周仰赐、赵文焕。
- 1927年股东方式记5股、方季记4股、方濬记2股、方选记、方兴记各1股，共13股，经理赵文焕。
- 1934年更名为安康因记庄，股东方式记、方季记、方濬记、方选记，经理及副经理张善述、应信森、徐紫绶。
- 1936年股东方式如的股份改由其子方瞻园、方苏庵持有。
- 1938年股东方季扬4股、方瞻园和方苏庵各2.5股、方哲民2股、方选青1股，经理张善述。
- 1942年资本增为中储券100万元。
- 1943年4月据汪伪政府财政部令改组为股份有限公司， 11月资本增至600万元。
- 抗战胜利后增为法币1000万元。董事长方哲民，董事方季扬、方苏庵、方瞻园、应信森，监察人王鞠如、盛番甫，经理应信森，副经理张禹臣、徐紫绶。
- 1946年6月30日存款总额为法币3.5亿余元。
- 1947年因与重庆安康银行名称相同，更名为安康余钱庄。
- 1949年9月参加上海市私营银钱信托业联合放款处。
- 1950年3月24日于上海“二六”大轰炸后停业。[4]

方氏家族联号钱庄中，经营时间较长的有： 
1. 安康钱庄：上海，原南履和钱庄，创始于1830年，经营120年，至1950年。
2. 益康钱庄：宁波，创始于1864年，经营82年，至1946年。
3. 安裕钱庄：上海，创始于1879年，经营时间71年，至1950年。
4. 寿康钱庄：上海，原北履和钱庄，创始于1845年，经营65年，至1910年。
5. 汇康钱庄：上海，原义余钱庄，创始于1866年，经营56年，至1922年。
6. 瑞康钱庄：宁波，创始于1875年，经营57年，至1932年。
7. 敦裕钱庄：上海，创始于1886年，经营50年，至1936年。
8. 承裕钱庄：上海，创始于1894年，经营48年，至1942年。
9. 慎裕钱庄：杭州，创始于1890年，经营45年，至1935年。
10. 义生钱庄：宁波，创始于1866年，经营45年，至1911年。
11. 元大亨钱庄：上海，创始于1870年，经营42年，至1912年。
12. 赓裕钱庄：上海，创始于1908年，经营42年，至1950年。

## 安康精英
安康钱庄拥有一批上海金融界内的顶级人才。
1. 方苏庵：安康钱庄股东，发起创办华安银行并任董事
2. 赵文焕：安康钱庄经理，中央信托公司发起人之一，煤业银行董事，上海钱业公会第七届委员、第八届补执委。
3. 王鞠如：安康钱庄监察人，安裕钱庄经理，中央信托公司发起人之一，上海钱业同业公会第二届副会长、第四至六届董事、第七届委员、第八届执委。
4. 张善述：安康钱庄经理，上海钱业同业公会补委。
5. 应信森：安康钱庄经理，上海钱业同业公会理事。
6. 盛番甫：安康钱庄监察人，上海钱业同业公会监事。

## 安康金融
方氏家族四代人不只是经营钱业，在新式银行和证券兴起之时，其家族横跨钱、银、证券三个领域。如安康股东恭大房的方苏庵发起筹设华安银行并任董事，新方系恭七房的方樵苓与宁波帮其他商人于1908创立四明银行并任首任董事，恭七房的方椒伯发起上海华商证券交易所并任董事，恭三房的方稼荪独资开设乾丰证券号等。

## 其它投资

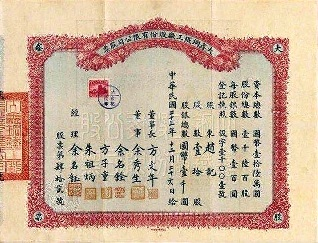
桕墅方家投资创办的1934年大鑫钢铁厂股票

方氏家族投资创办跨行业的企业：:73-123
- 糖业：投资创办的糖行有：元生、元益、元裕、元惠和、方本和、裕大恒、方泰和、方萃和、元泰恒、方惠和、方义和等。至20世纪30年代，家族糖行总贸易额每年在1500万元—1600万元左右，可与当时全国最大企业之一的南洋兄弟烟草公司1445万元销售额媲美。
- 银楼：清光绪六年（1880）在上海投资创办著名的方九霞银楼，总店设在上海最繁华的大马路（今南京东路），该银楼的分店在清末民初时期，覆盖长江中下游沿岸和华东及东南地区主要商业城市。方九霞是上海九大银楼之一。在其它城市还有凤宝、方行远、方紫金、方聚元等多家银楼。
- 航运：1908年与宁波帮其他著名商人共同发起创办宁绍轮船公司，宁绍轮船公司是当时上海华商轮船公司中资本最大的一家民营公司，方氏是该公司大股东（四个投资人）。方樵苓在第一次股东会议上被选举为董事兼协理，1923年方樵苓侄子方椒伯担任该公司的董事长。
- 企业：

1. 1900年代初，投资创办天生煤矿公司。
2. 1905年参与重组倒闭的朱葆三等人创办的大有机器榨油股份有限公司，方椒伯出任改组后的大有余机器榨油股份有限公司的董事长。
3. 1906年投资创办中国早期最大的皮革厂——龙华皮革厂。因其优质，被沙皇选定为俄国军队军靴。龙华皮革厂在香港、天津、汉口、宁波等城市设有批发部。
4. 1911年投资创办中国化学工业社，该企业在五四运动后发展到四个工厂（化妆品/牙膏、调味品、驱虫剂、洗涤剂）和10多家附属工厂。在重庆、香港、台湾设有分厂，并在天津、南京、青岛、汉口、重庆、广州、香港、南洋等地设立发行所。是当时中国最大的日用化学工业企业集团，现是上海美加净日化有限公司[8]。
5. 1914年参与投资“中国民族化学工业之父”范旭东等人创办中国民族工业史上著名的天津久大精盐公司。
6. 1931年收购上海地产大王程氏家族，程贻泽的豪宅（丽都花园）。
7. 1932年投资创办肇新化学厂，生产国产化工原料。
8. 1934年投资创办大鑫钢铁厂，方文年出任董事长并聘请其小舅子著名钢铁专家余铭钰为经理。1937年抗日战争期间迁至重庆，与当时我国近代著名实业家卢作孚的民生公司合资组建了渝鑫钢铁厂股份有限公司，成为战时中国后方最大的民营炼钢厂。抗战胜利后迁回到上海，它是上海重型机器厂的前身。

## 外部阅读
- 《上海钱庄史料》上海: 人民出版社， 1960年3月版。
- 李权时、赵渭人：《上海之钱庄》，上海：东南书店，1930 年版。
- 方煜东：《镇海桕墅方氏家族研究》 浙江：浙江大学出版社，2014年5月版。